# Number One Crush
#1 Crush è una canzone del 1995 del gruppo Garbage, inizialmente pubblicata come b-side del singolo di debutto del gruppo Vow, e nel Regno Unito come b-side del loro secondo singolo Subhuman.
Nel 1996, la canzone venne remixata da Nellee Hooper e Marius de Vries per la colonna sonora del film di Baz Luhrman Romeo + Giulietta di William Shakespeare. Il remix di "#1 Crush" raggiunse la posizione numero 1 della classifica Billboard Hot Modern Rock Tracks, dove rimase per quattro settimane, e fu nominata come "miglior canzone tratta da un film" al MTV Movie Awards del 1997.
Nella canzone è presente un campionamento del singolo del 1994 di Madonna, Bedtime Story. Il produttore di entrambi i pezzi è Nellee Hooper e lui stesso scelse di inserire il campionamento nella canzone.

## Classifiche
| Classifica (1997)         | Posizione massima |
| ------------------------- | ----------------- |
| Canada                    | 20                |
| Canada (rock/alternative) | 1                 |
| Stati Uniti (alternative) | 1                 |
| Stati Uniti (pop)         | 39                |

## Date di pubblicazione
| Data di pubblicazione | Paese       | Casa discografica   | Formato                     |
| --------------------- | ----------- | ------------------- | --------------------------- |
| 19 ottobre 1996       | Stati Uniti | Capitol Records     | Airplay: Modern Rock Tracks |
| 14 marzo 1997         | Regno Unito | Mushroom Records UK | CD single                   |